# Список глав государств в 1569 году
Список глав государств в 1568 году — 1569 год — Список глав государств в 1570 году — Список глав государств по годам

## Азия
- Бруней — Саиф Риджал, султан (1530—1581)
- Бухарское ханство — Искандер, хан (1561—1583)
- Великих Моголов империя — Акбар I Великий, падишах (1556—1605)
- Грузинское царство — 
  -  Гурийское княжество — Гиорги II (III) Гуриели, князь (1564—1583, 1587—1600)
  -  Имеретинское царство — Георгий II, царь (1565—1585)
  -  Кахетинское царство — Леван, царь (1518—1574)
  -  Картлийское царство — 
    - Симон I Великий, царь (1556—1569, 1578—1600)
    - Давид XI, царь (1569—1578)

  -  Мегрельское княжество — Георгий III Дадиани, князь (1557—1573, 1578—1582)
  - Самцхе-Саатабаго — Кайхосро II, атабег (1545 — 1573)
- Дайвьет — 
  - Мак Мау Хоп, император (династия Мак, на севере) (1562—1592)
  - Ле Ань-тонг, император (династия Ле, на юге) (1556—1573)
- Индия —
  - Амбер (Джайпур) — Бахармалла, раджа[кат.] (1548—1574)
  - Араккал[англ.] — Али, али раджа[англ.] (1545—1591)
  - Ахмаднагарский султанат — Муртаза Низам-шах I, султан (1565—1588)
  - Ахом — Сукхаамфа, махараджа[англ.] (1552—1603)
  - Бенгальский султанат — Сулейман-хан, султан (1566—1572)
  - Берарский султанат — Туфал-хан Дахни, султан (1568—1572/1574)
  - Бидарский султанат — Али Барид-шах I, султан (1542—1579)
  - Биджапурский султанат — Али Адиль Шах I, султан (1558—1579)
  - Биканер — Кальян Мал, раджа[англ.] (1542—1574)
  - Бунди — Суржан Сингх, раджа (1554—1585)
  - Бхавнагар — Сартанжи Рамдасжи, раджа (1535—1570)
  - Виджаянагарская империя — Тирумаларайя, махараджадхираджа (1565—1572)
  - Голконда — Ибрагим Кули Кутб Шах, султан[англ.] (1550—1580)
  - Гуджаратский султанат — Музаффар-шах III, султан (1561—1573)
  - Гулер[англ.] — Рам Чанд, раджа[англ.] (1540—1570)
  - Джайнтия[англ.] — Бижай Маник, раджа[англ.] (1564—1580)
  - Джайсалмер — Харраж Сингх, раджа (1562—1578)
  - Дженкантал[англ.] — Хари Сингх, раджа[кат.] (1530—1594)
  - Джалавад (Дрангадхра) — Раисинжи Мансихжи, сахиб (1563—1584)
  - Дунгарпур — Аскаран Сингх, раджа (1549—1580)
  - Камата — Нара Нарайян, махараджа[англ.] (1540—1586)
  - Кач — Кхенгаржи I, раджа (1548—1585)
  - Качари — Дурлабх Нарайян, царь (ок.1550—1576)
  - Кашмир — Хусайн-шах I, султан (1563—1570)
  - Келади[англ.] — Санканна Найяка, раджа[англ.] (1566—1570)
  - Кочин — Кешава Рама Варма, махараджа (1565—1601)
  - Ладакх — Таши Намгьял, раджа[англ.] (ок.1555 — ок.1575)
  - Мадурай — Кумара Кришнаппа Найяк, раджа (1563—1573)
  - Майсур — Тиммараджа II, махараджа (1553—1572)
  - Манди — Сахиб Сен, раджа (1554—1575)
  - Манипур — Мугьямба, раджа[англ.] (1562—1597)
  - Марвар (Джодхпур) — Чандрасен Ратор, раджа (1562—1581)
  - Мевар — Удай Сингх II, махарана (1540—1572)
  - Наванагар — 
    - Вибхаджи Равалджи, джам (1562—1569)
    - Сатаджи Вибхаджи, джам (1569—1608)

  - Орчха — Мадхукаршах, раджа (1554—1592)
  - Пратабгарх — Теж Сингх, махараджа (1564—1593)
  - Рева — Рамчандра Сингх, раджа (1555—1592)
  - Самбалпур[англ.] — Мадхукар Саи, раджа[англ.] (1534—1578)
  - Синд (династия Тархан) — Мухаммед Баки Тархан, мирза[англ.] (1567—1585)
  - Сирохи — Ман Сингх II, раджа (1563—1572)
  - Сонепур — Мадан Гопал Сингх Део, раджа (1556—1606)
  - Сукет — Удаи Сен, раджа (1560—1590)
  - Танджавур — Севаппа Найяк, раджа (1532—1580)
  - Хандешский султанат — Миран Мухаммад-шах II, султан (1566—1576)
  - Чамба — Пратапсингх Верман, раджа (1559—1586)
  - Читрал — Сангин Али I, мехтар (1560—1585)
- Индонезия —
  - Аче — Алауддин аль Кухар, султан (1537—1571)
  - Бантам — Мулана Хасан уд-дин, султан (1552—1570)
  - Бачан — Байянсируллах (Жоао), султан[англ.] (ок. 1557 — 1578/1579)
  - Калиньямат[англ.] — Ратна Кенкана, рату[англ.] (1549—1579)
  - Паджанг[англ.] — Хадивиджайя (Джоко Тингкир), султан[англ.] (1568—1586)
  - Сунда — Мулия (Прабу Сурия Кенкана), махараджа (1567—1579)
  - Сулу — Мухаммад уль-Халим, султан[англ.] (1568—1596)
  - Тернате — Хайрун Джамиль, султан (1535—1570)
  - Чиребон[англ.] — Фатахиллах, правитель[англ.] (1568—1570)
- Иран (Сефевиды) — Тахмасп I, шахиншах (1524—1576)
  -  Каркия — Ахмад-хан, амир (1538—1592)
  -  Падуспаниды — Каюмарт IV, малек (в Нуре) (1550—1576)
- Казахское ханство — Хак-Назар, хан (1538—1580)
- Камбоджа — Баром Ричеа I, король[англ.] (1566—1576)
- Китай (Империя Мин)  — Лунцин (Чжу Цзайхоу), император (1567—1572)
- Лансанг  — Сеттатират, король (1548—1571)
- Малайзия — 
  - Джохор — Музаффар-шах II, Султан[англ.] (1564—1570)
  - Кедах — Муджаффар Шах III, султан[англ.] (1547—1602)
  - Келантан — Умар бин Ахмад, султан[англ.] (1565—1570)
  - Паттани — Мансур Шах, султан (1564—1572)
  - Паханг — Мансур-шах II, султан (1555—1590)
  - Перак — Мансур-шах I, султан (1549—1577)
- Мальдивы — Хассан IX (Дон Мануэль), султан (1551—1552, 1558—1583)
- Могулистан — Шах, хан (в Восточном Могулистане)  (1543—1570)
- Могулия (Яркендское ханство) — Абд ал-Карим, хан  (1559—1591)
- Монгольская империя (Северная Юань) — Тумэн-Дзасагту, великий хан (1557—1592)
- Мьянма — 
  - Аракан (Мьяу-У) — Мин Секкья, царь[англ.] (1564—1572)
  - Таунгу — Байиннаун, царь[англ.] (1550—1581)
- Непал (династия Малла) —
  - Бхактапур — Трелокья Малла, раджа[англ.] (1560—1613)
  - Катманду (Кантипур) — Махендра Малла, раджа[англ.] (1560—1574)
- Ногайская Орда — Тинехмат, бий (1563—1578)
- Оман — Абдалла ибн Мухаммед, имам (1560—1624)
- Османская империя — Селим II, султан (1566—1574)
  - Рамазаногуллары (Рамаданиды) — 
    - Дервиш, бей (1568—1569)
    - Ибрагим III, бей (1569—1589)
- Рюкю — Сё Гэн, ван (1556—1572)
- Сибирское ханство — Кучум, хан (1563—1598)
- Таиланд — 
  - Аютия — 
    - Маха Чакрапхат, король (1548—1564, 1568—1569)
    - Маха Таммарача (Санпхет I), король (1569—1590)

  - Ланнатай — Висутхадеви, королева[англ.] (1565—1578)
- Тибет — междуцарствие (1564—1576)
- Филиппины — 
  - Магинданао — Мака-аланг Сарипада, султан (1543—1574)
  - Тондо — Матанда, раджа[англ.] (ок. 1558 — ок. 1572)
- Хивинское ханство (Хорезм) — Хаджи Мухаммад, хан (1558—1603)
- Чосон  — Сонджо, ван (1567—1608)
- Шри-Ланка — 
  - Джафна — 
    - Кази Найинар, царь[фр.] (1565—1570)
    - Перийяпиллаи, царь[фр.] (1565—1582)

  - Канди — Караллиядде Бандара, царь[англ.] (1552—1581)
  - Котте — Дхармапала, царь (1551—1597)
  - Ситавака — Маядунне, царь (1521—1581)
- Япония — 
  - Огимати (Митихито), император (1557—1586)
  - Сёгунат Муромати — Асикага Ёсиаки, сёгун (1568—1573)

## Америка
- Империя инков — Титу Куси Юпанки, сапа инка (1561—1571)
- Новая Испания — Мартин Энрикес де Альманса, вице-король (1568—1580)
- Перу — 
  - Лопе Гарсия де Кастро, вице-король (1564—1569)
  - Франсиско де Толедо, вице-король (1569—1581)

## Африка
- Багирми — Абдалла, султан (1568—1608)
- Бамум — Нгоу II, мфон (султан)[англ.] (1568—1590)
- Бени-Аббас[англ.] — Ахмед Амокран, султан[фр.] (1559—1600)
- Бенинское царство — Орхогбуа, оба[англ.] (1547—1580)
- Борну — Идрис Алаума, маи[нем.] (1564—1596)
- Буганда — Джемба, кабака (ок. 1564 — ок. 1584)
- Варсангали[англ.] — Махмуд, султан[кат.] (1555—1585)
- Вогодого — Колера, нааба (ок. 1560 — ок. 1580)
- Гаро (Боша) — Амбираж, тато[англ.] (1567— ок. 1600)
- Джолоф — Лат-Самба, буур-ба[англ.] (1566—1597)
- Имерина — Адриаманело, король[англ.] (1540—1575)
- Кайор — Амари I, дамель (1549—1593)
- Кано[англ.] — Абу-Бакр Кадо, султан[англ.] (1565—1573)
- Каффа — неизвестный царь (ок. 1565 — ок. 1605)
- Конго — Альваро I, маниконго[англ.] (1568 — 1587)
- Мали — междуцарствие (неизвестный манса) (1559 — ок. 1590)
- Марокко (Саадиты) — Абдаллах I аль-Галиб, султан (1557—1574)
- Массина — Бубу II, ардо (1559—1583)
- Мутапа — Негомо Чирисамхуру, мвенемутапа[англ.] (1560—1589)
- Ндонго — Нгола Кулуанжи киа Ндамби, нгола[англ.] (1561—1575)
- Нри[англ.] — Фенену, эзе[англ.] (1512—1582)
- Руанда — Мутара I, мвами (1543—1576)
- Салум — Маад Малеотан Диуф, маад (1567—1612)
- Свазиленд — Дламини II, вождь (ок. 1555 — ок. 1600)
- Сеннар — 
  - Амара, мек (1558—1569)
  - Дакин, мек (1569—1586)
- Сонгай — Аския Дауд, император (1549—1582)
- Твифо-Эман[англ.] — Акото I, аквамухене (ок. 1565 — ок. 1580)
- Харар[англ.] — 
  - Исман аль-Хабаши, султан[англ.] (1567—1569)
  - Талха Аббас, султан[англ.] (1569—1571)
- Хафсиды — Абуль-Аббас Ахмад III, халиф (1543—1570)
- Эфиопия — Сэрцэ-Дынгыль (Малак-Сагад I, император (1563—1597)

## Европа
- Англия — Елизавета I, королева (1558—1603)
- Андорра —
  - Иоанна III, королева Наварры, княгиня-соправитель (1555—1572)
  - Пере де Кастельет, епископ Урхельский, князь-соправитель (1561—1571)
- Валахия — Александру II Мирча, господарь (1568—1574, 1574—1577)
- Венгрия — Максимилиан II, король (в Западной Венгрии) (1564—1570)
- Восточно-Венгерское королевство — Янош II Запольяи, король (1540—1570)
- Дания — Фредерик II, король (1559—1588)
- Ирландия —
  - Десмонд — Домналл Маккарти, король (1558—1596)
  - Тир Эогайн — Турлох Луйнех О’Нилл, король (1567—1593)
- Испания — Филипп II, король (1556—1598)
- Италия —
  - Венецианская республика — Пьетро Лоредано, дож (1567—1570)
  - Гвасталла — Чезаре I Гонзага, граф (1557—1575)
  - Генуэзская республика — 
    - Симоне Спинола, дож (1567—1569)
    - Паоло Джустиниани Монелья, дож (1569—1571)

  - Мантуя — Гульельмо I Гонзага, герцог (1550—1587)
  - Масса и Каррара — Альберико I, князь (1568—1623)
  - Монтекьяруголо — Помпонио Торелли, граф (1545—1608)
  - Пармское герцогство — Оттавио Фарнезе, герцог (1551—1586)
  - Пьомбино — Якопо V Аппиани, князь (1545—1585)
  - Тосканское герцогство — Козимо I, великий герцог (1569—1574)
  - Урбино — Гвидобальдо II делла Ровере, герцог (1538—1574)
  - Феррара, Модена и Реджо — Альфонсо II д’Эсте, герцог (1559—1597)
- Крымское ханство — Девлет I Герай, хан (1551—1577)
- Молдавское княжество — Богдан IV Лэпушняну, господарь (1568—1572)
- Монако — Оноре I, сеньор (1523—1581)
- Наварра — Иоанна III, королева (1555—1572)
- Норвегия — Фредерик II, король (1559—1588)
- Папская область — Пий V, папа (1566—1572)
- Португалия — Себастьян I, король (1557—1578)
- Речь Посполитая — Сигизмунд II Август, король Польши и великий князь Литовский (1569—1572)
  -  Курляндия и Семигалия — Готхард Кетлер, герцог (1561—1587)
- Русское царство — Иван IV Васильевич Грозный, царь (1547—1584)
- Священная Римская империя — Максимилиан II, император (1564—1576)
  - Австрия — 
    - Внутренняя Австрия — Карл II, эрцгерцог (1564—1590)
    - Передняя Австрия и Тироль — Фердинанд II, эрцгерцог (1564—1595)

  - Ангальт —
    - Ангальт-Цербст — 
      - Иоахим Эрнст, князькнязь (1551—1570)
      - Бернгард VII, князькнязь (1551—1570)

  - Ансбах — Георг Фридрих, маркграф (1543—1603)
  - Бавария — Альбрехт V Великодушный, герцог (1550—1579)
  - Баден —
    - Баден-Баден — 
      - Филиберт, маркграф (1536—1569)
      - Филипп II, маркграф (1569—1588)

    - Баден-Дурлах — Карл II, маркграф (1553—1577)

  - Байрет (Кульмбах) — Георг Фридрих, маркграф (1553—1603)
  - Бранденбург — Иоахим II Гектор, курфюрст (1535—1571)
    - Бранденбург-Кюстрин — Иоганн, маркграф (1535—1571)

  - Брауншвейг —
    - Брауншвейг-Вольфенбюттель — Юлий, герцог (1568—1589)
    - Брауншвейг-Грубенхаген — Вольфганг, герцог (1567—1595)
    - Брауншвейг-Каленберг — Эрих II, герцог (1540—1584)
    - Брауншвейг-Люнебург — 
      - Вильгельм Младший, герцог (1559—1592)
      - Генрих III, герцог (1559—1569)

  - Вальдек —
    - Вальдек-Вилдунген — Филипп IV, граф (1513—1574)
    - Вальдек-Ландау — Филипп VI, граф (1567—1579)
    - Вальдек-Эйсенберг — Вольрад II, граф (1539—1575)

  - Восточная Фризия —
    - Эдцард II, граф (1540—1599)
    - Иоганн, граф (1528—1591)

  - Вюртемберг — Людвиг III, герцог (1568—1593)
  - Ганау —
    - Ганау-Лихтенберг — Филипп IV, граф[англ.] (1538—1590)
    - Ганау-Мюнценберг — Филипп Людвиг I, граф[англ.] (1561—1580)

  - Гессен —  
    - Гессен-Дармштадт — Георг I, ландграф (1567—1596)
    - Гессен-Кассель — Вильгельм IV, ландграф (1567—1592)
    - Гессен-Марбург — Людвиг IV, ландграф (1567—1604)
    - Гессен-Рейнфельс[англ.] — Филипп II, ландграф[англ.] (1567—1583)

  - Гольштейн-Готторп — Адольф, герцог (1544—1586)
  - Гольштейн-Пиннеберг —
    - Йобст II, граф (1531—1581)
    - Оттон IV, граф (1544—1576)

  - Кёльнское курфюршество — Залентин фон Изенбург, курфюрст (1567—1577)
  - Лотарингия — Карл III, герцог (1545—1608)
  - Майнцское курфюршество — Даниель Брендель фон Гомбург, курфюрст (1555—1582)
  - Мекленбург —
    - Мекленбург-Гюстров — Ульрих, герцог (1555—1603)
    - Мекленбург-Шверин[англ.] — Иоганн Альбрехт I, герцог (1556—1576)

  - Монбельяр — Фридрих Вюртембергский, граф (1558—1608)
  - Нассау —
    - Нассау-Вейльбург — 
      - Альберт, граф (1559—1593)
      - Филипп IV, граф (1559—1602)

    - Нассау-Висбаден-Идштейн[нем.] — Иоганн Людвиг I, граф (1568—1596)
    -  Нассау-Дилленбург[англ.] — Иоганн VI, граф (1559—1606)
    - Нассау-Саарбрюккен — Иоганн III, граф (1554—1574)

  - Ольденбург — Антон I, граф (1526—1573)
  - Померания —
    - Померания-Барт — Богуслав XIII, герцог (1569—1605)
    - Померания-Вольгаст — 
      - Иоганн Фридрих I, герцог (1560—1569)
      - Богуслав XIII, герцог (1560—1569)
      - Эрнст Людвиг, герцог (1560—1592)
      - Барним X, герцог (1560—1569)

    - Померания-Дарлово — Барним X, герцог (1569—1600)
    - Померания-Штеттин (Щецин) — 
      - Барним IX Благочестивый, герцог (1532—1569)
      - Иоганн Фридрих I, герцог (1569—1600)

  - Пруссия — Альбрехт Фридрих, герцог (1568—1618)
  - Пфальц — Фридрих III Благочестивый, курфюрст (1559—1576)
    - Пфальц-Биркенфельд[англ.] — Карл I, пфальцграф[англ.] (1569—1600)
    - Пфальц-Зиммерн-Шпонхайм[англ.] — 
      - Георг, пфальцграф[англ.] (1559—1569)
      - Рихард, пфальцграф[англ.] (1569—1598)

    - Пфальц-Зульцбах — Отто Генрих, пфальцграф (1569—1604)
    - Пфальц-Нойбург — 
      - Вольфганг, пфальцграф (1557—1569)
      - Филипп Людвиг, пфальцграф (1569—1614)

    - Пфальц-Цвейбрюккен — 
      - Вольфганг, пфальцграф (1532—1569)
      - Иоганн I, пфальцграф (1569—1604)

    - Пфальц-Цвейбрюккен-Фоэнштраус-Паркштайн[англ.] — Фридрих, пфальцграф[англ.] (1569—1597)

  - Савойя — Эммануил Филиберт, герцог (1553—1580)
  - Саксония — Август, курфюрст (1553—1586)
    - Саксен-Виттенберг — Иоганн Вильгельм, герцог (1554—1572)
    - Саксен-Ратцебург-Лауэнбург — Франц I, герцог (1543—1571, 1573—1581)

  - Трирское курфюршество — Якоб фон Эльц-Рюбенах, курфюрст (1567—1581)
  - Чехия — Максимилиан II, король (1564—1576)
    - Силезские княжества —
      - Берутувское княжество — Генрих III Подебрадович, князь (1565—1574)
      - Бжегское княжество — Георг II Бжегский, князь (1547—1586)
      - Зембицкое (Мюнстерберг) княжество — 
        - Карл Криштоф Подебрадович, князь (1565—1569)
        - с 1569 года в составе земель Чешской короны

      - Легницкое княжество — Генрих XI Легницкий, князь (1551—1556, 1559—1576, 1580—1581)
      - Олесницкое княжество — Карл II Мюнстербергский, князь (1565—1617)
      - Тешинское (Цешинское) княжество — Вацлав III Адам, князь (1528—1579)

  - Шлезвиг-Голштейн-Хадерслев[англ.] —  Ганс, герцог (1544—1580)
  - Юлих-Клеве-Берг — Вильгельм, герцог (1539—1592)
- Франция — Карл IX, король (1560—1574)
  - Арманьяк — Жанна (Иоанна) III д’Альбре, королева Наварры, графиня (1555—1572)
  - Овернь — 
    - Екатерина Медичи, графиня (1524—1569, 1574—1589)
    - Генрих Валуа, граф (1569—1574)

  - Фуа — Жанна (Иоанна) III д’Альбре, королева Наварры, графиня (1555—1572)
- Швеция — Юхан III, король (1568—1592)
- Шотландия — Яков VI, король (1567—1625)

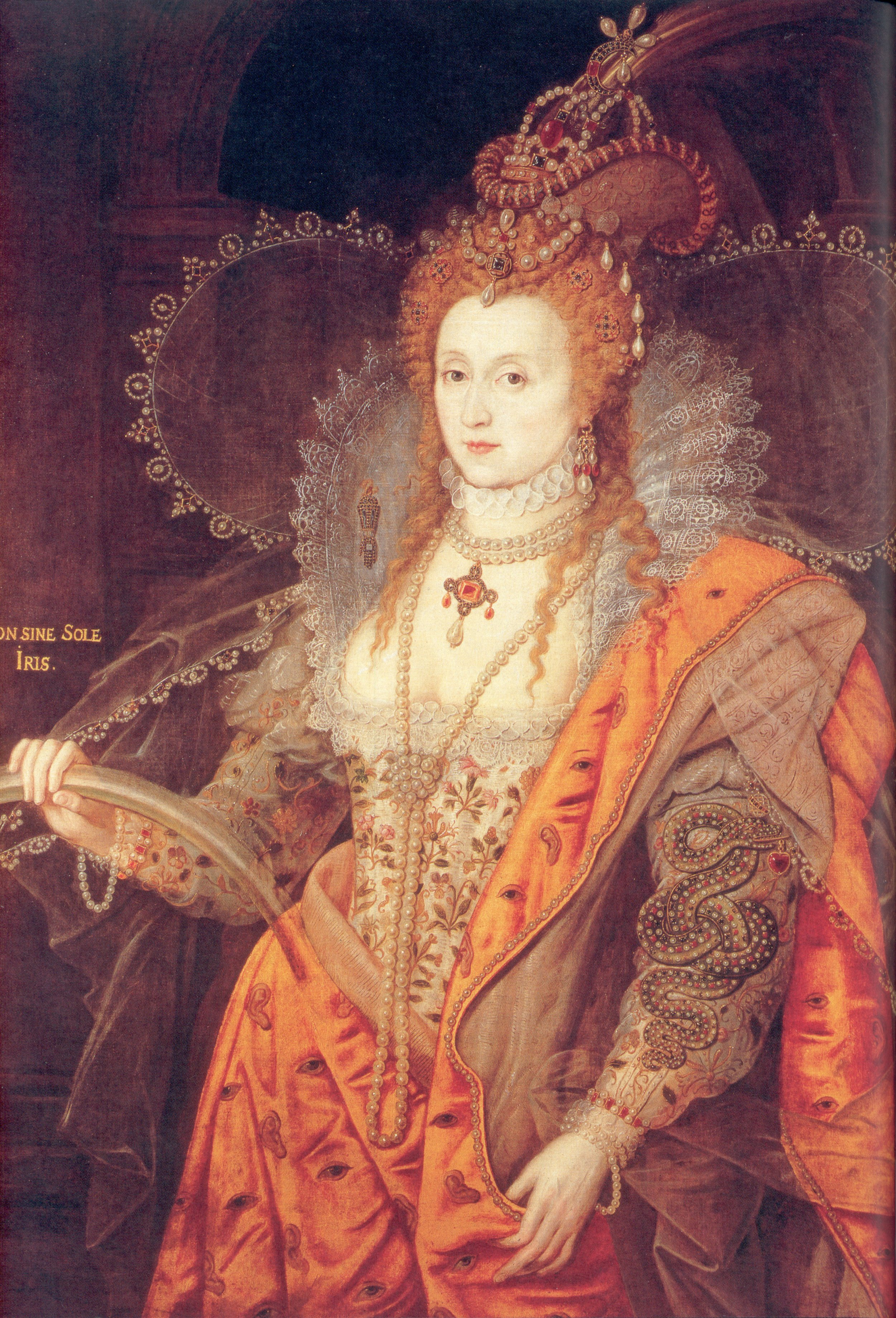
Елизавета I 1558-1603 Королева Англии
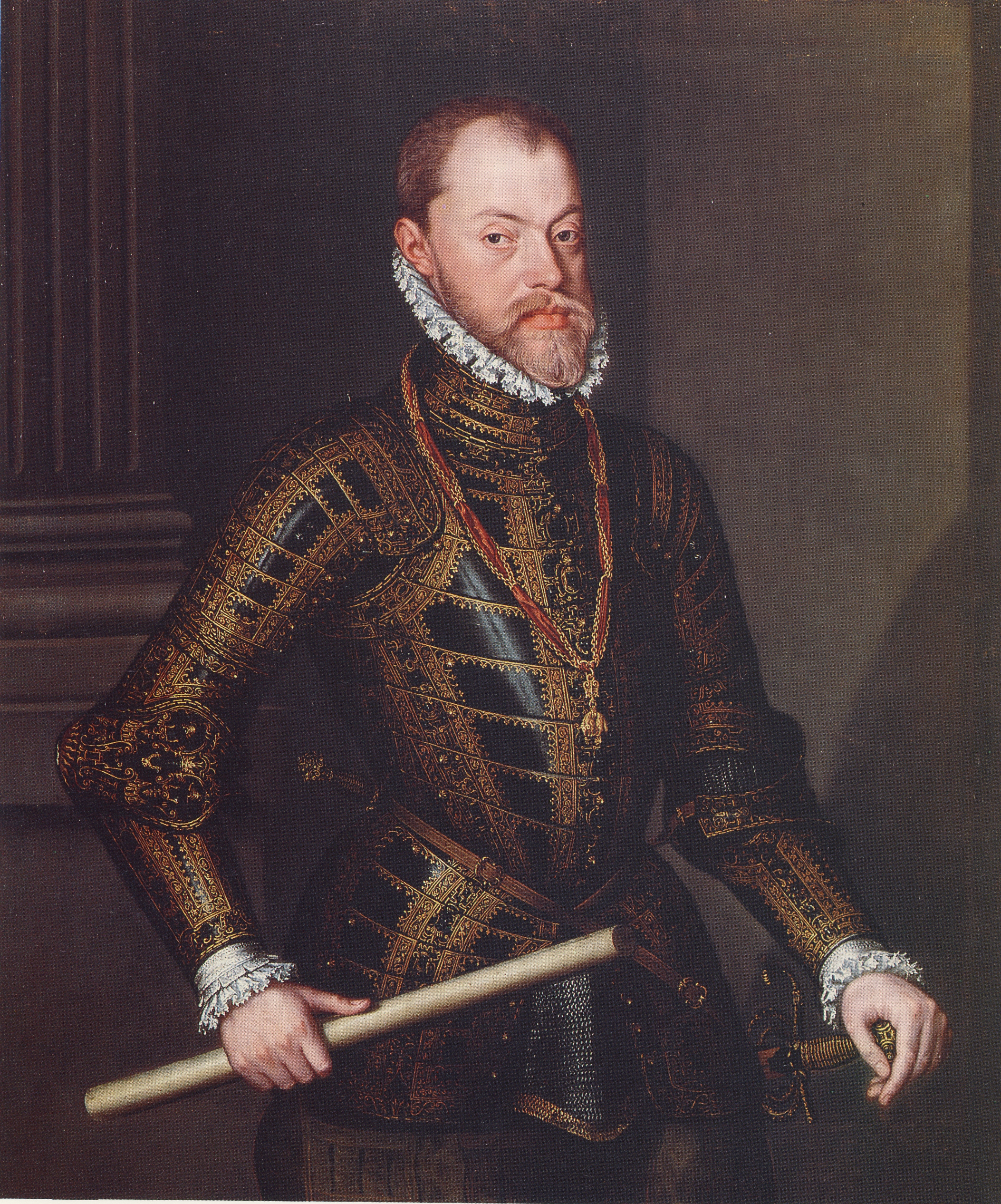
Филипп II 1556-1598 Король Испании
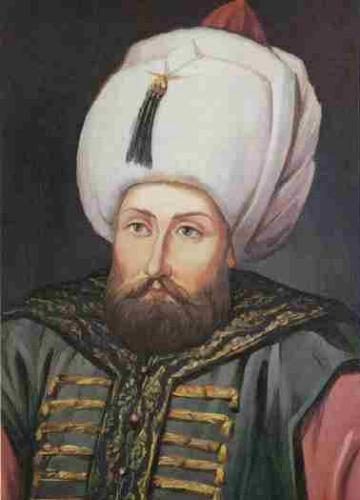
Селим II 1566-1574 Османский султан
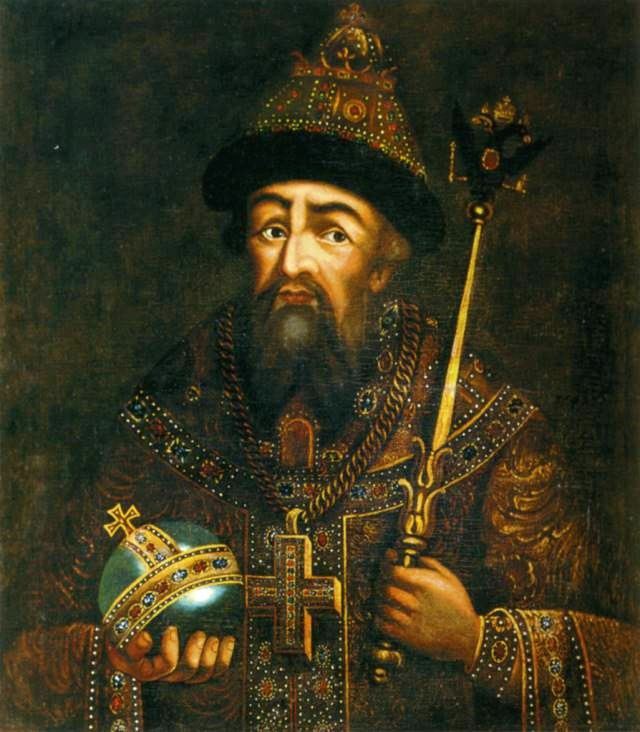
Иван IV Васильевич Грозный 1547-1584 Царь всея Руси
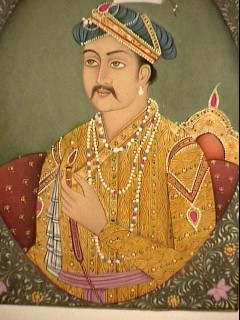
Акбар I Великий 1556-1605 Падишах империи Великих Моголов
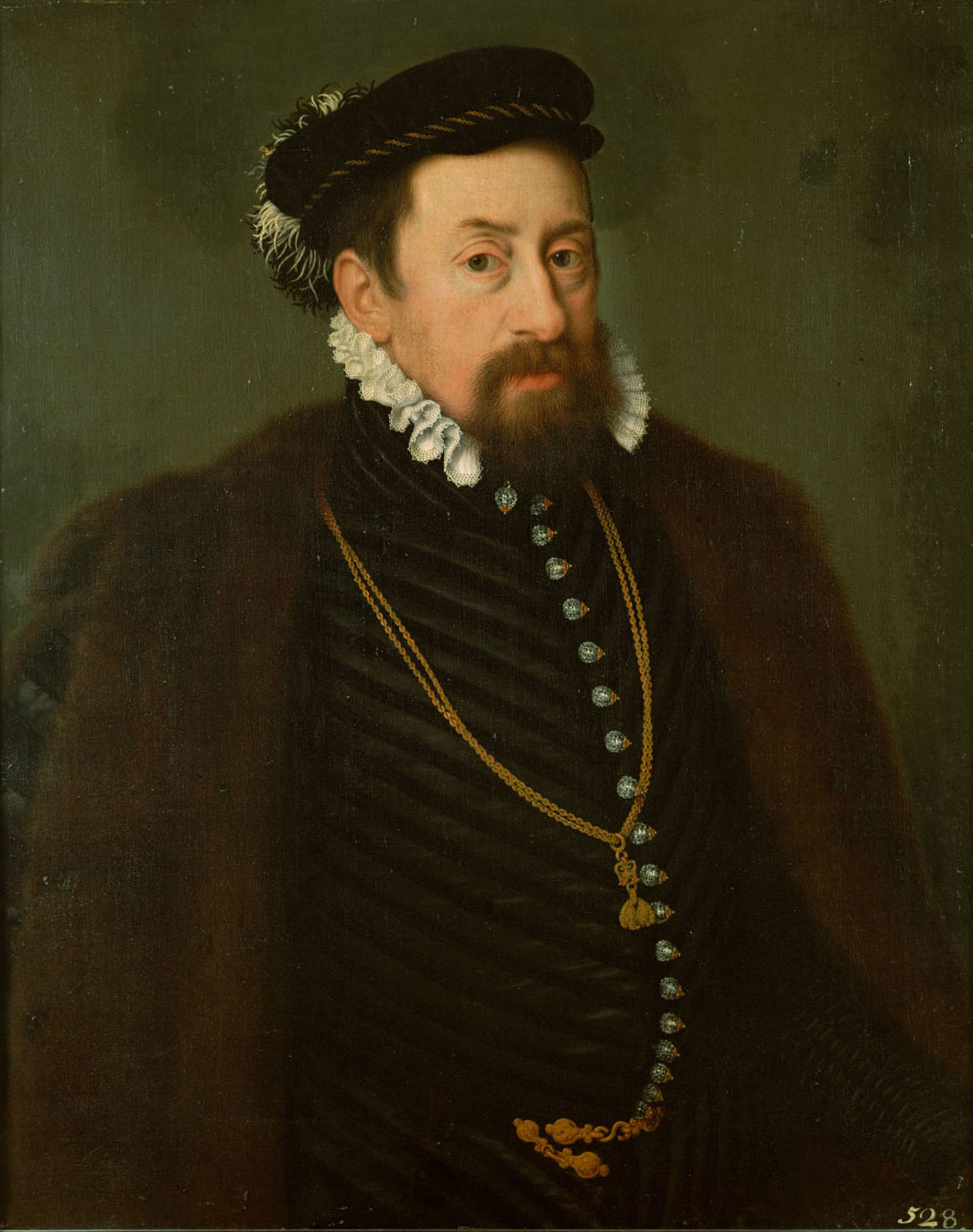
Максимилиан II 1564-1576 Император Священной Римской империи, король Венгрии и Чехии
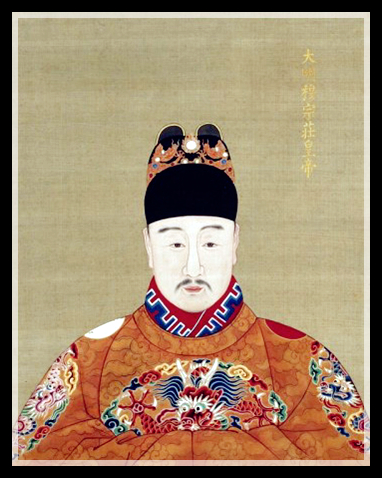
Лунцин 1567-1572 Император Китая
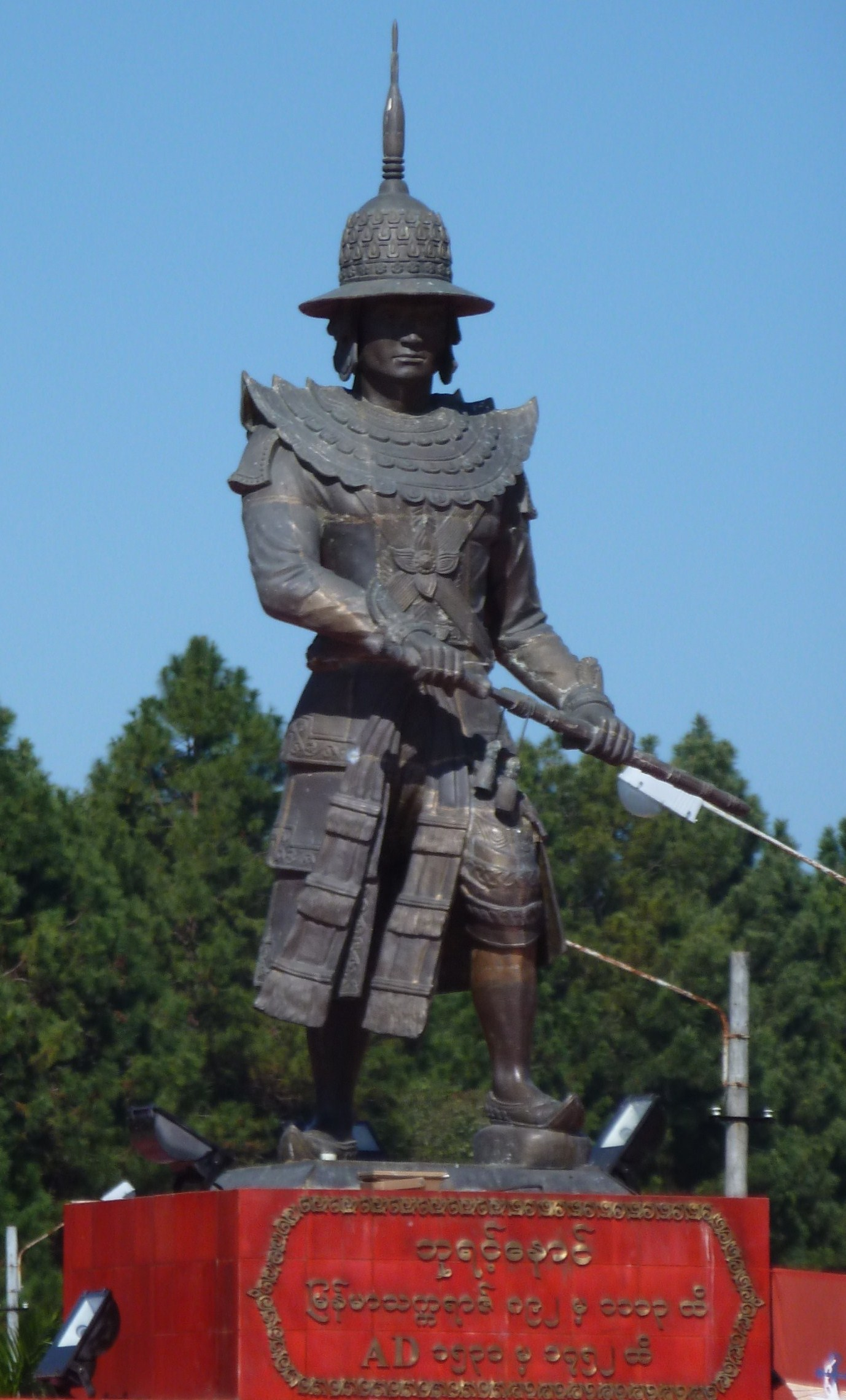
Байиннаун 1550-1581 Царь Мьянмы (Таунгу)
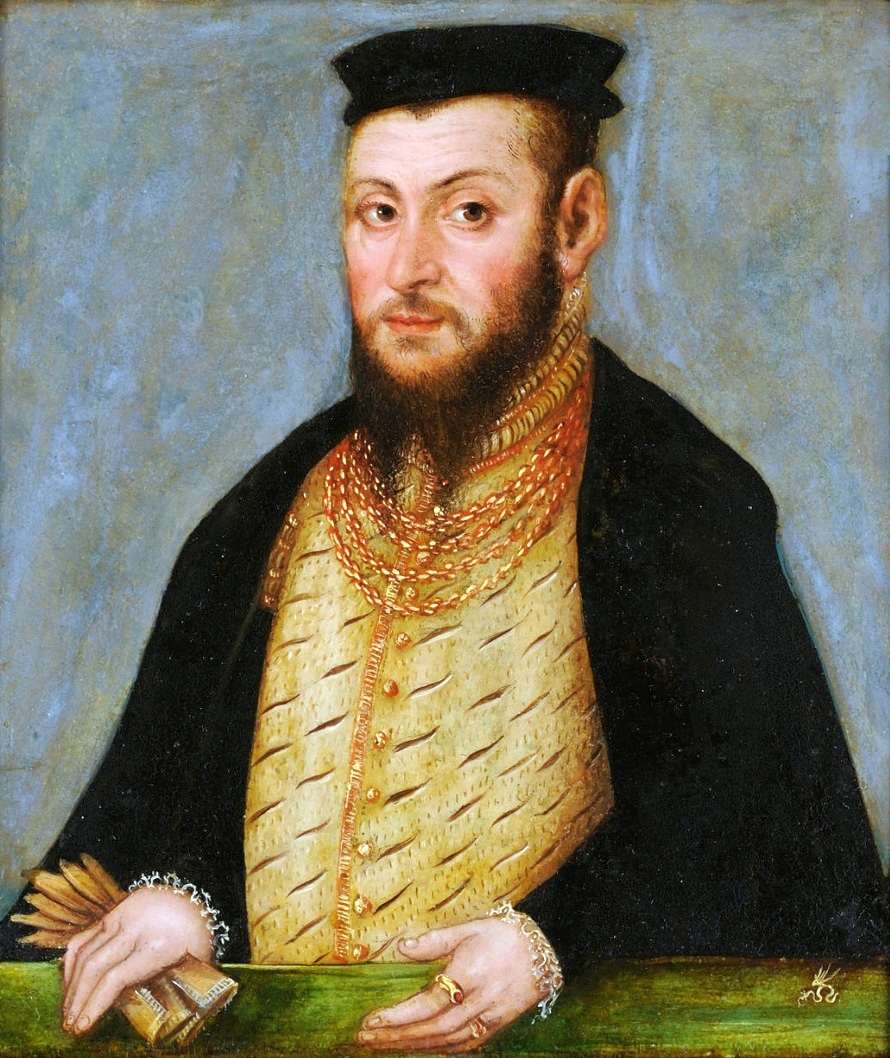
Сигизмунд II Август 1548-1572 Король Польши и Великий князь Литовский
Карл IX 1560-1574 Король Франции
Тахмасп I 1524-1576 Шахиншах Ирана
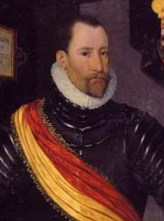
Фредерик II 1559-1588 Король Дании и Норвегии
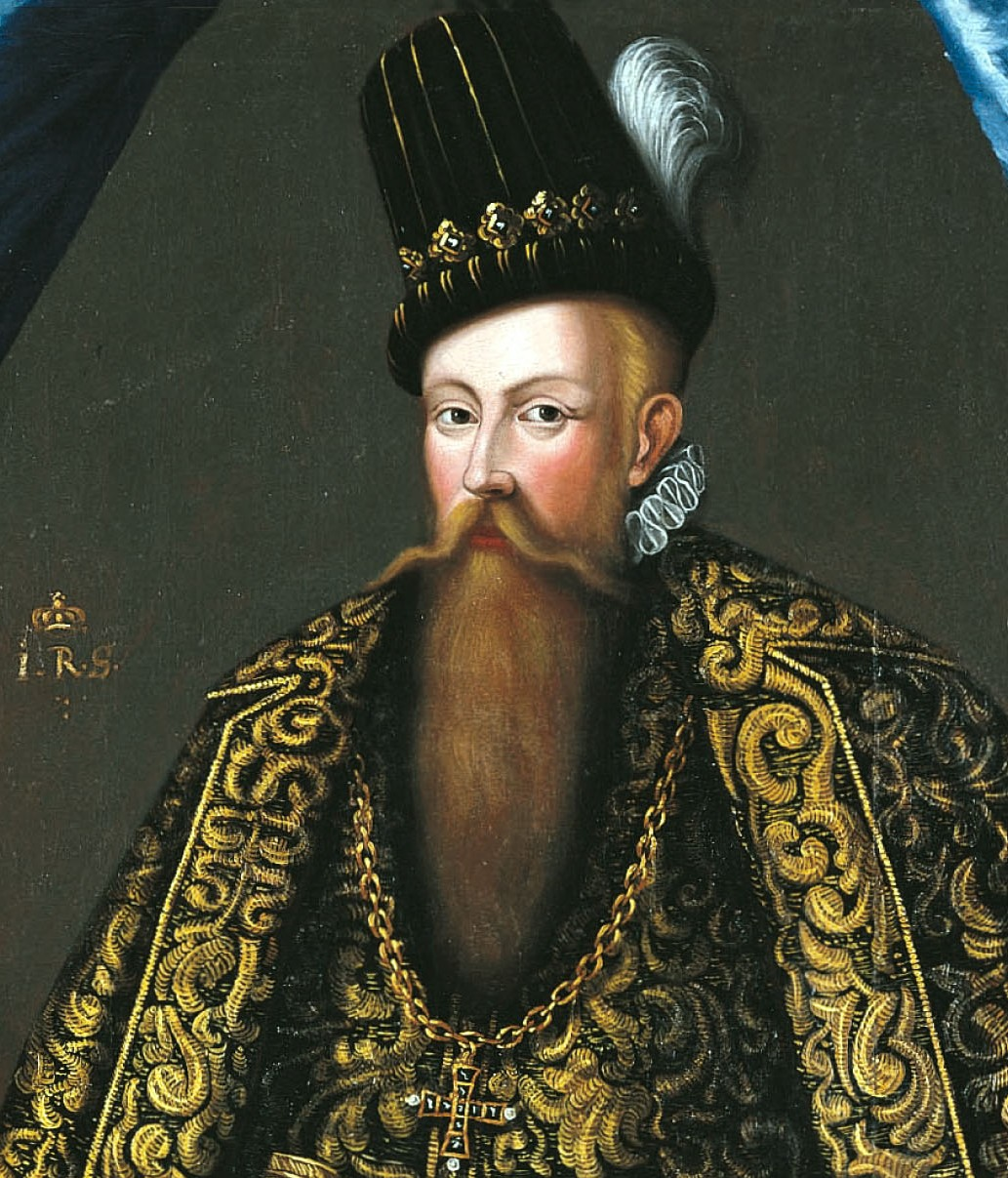
Юхан III 1568-1592 Король Швеции
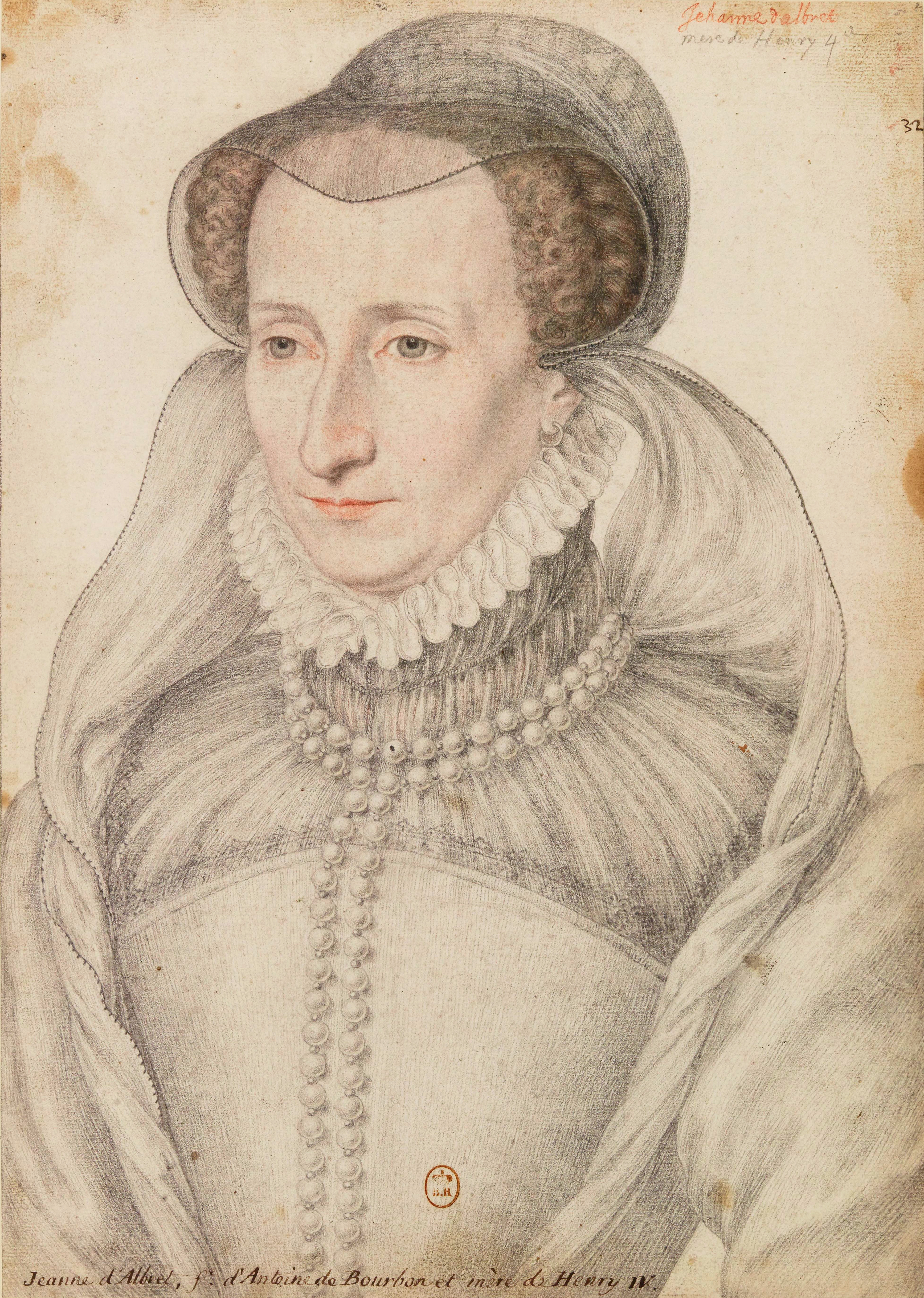
Иоанна III 1555-1572 Королева Наварры
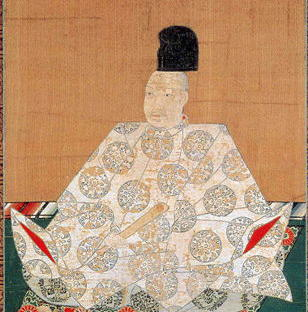
Огимати 1557-1586 Император Японии
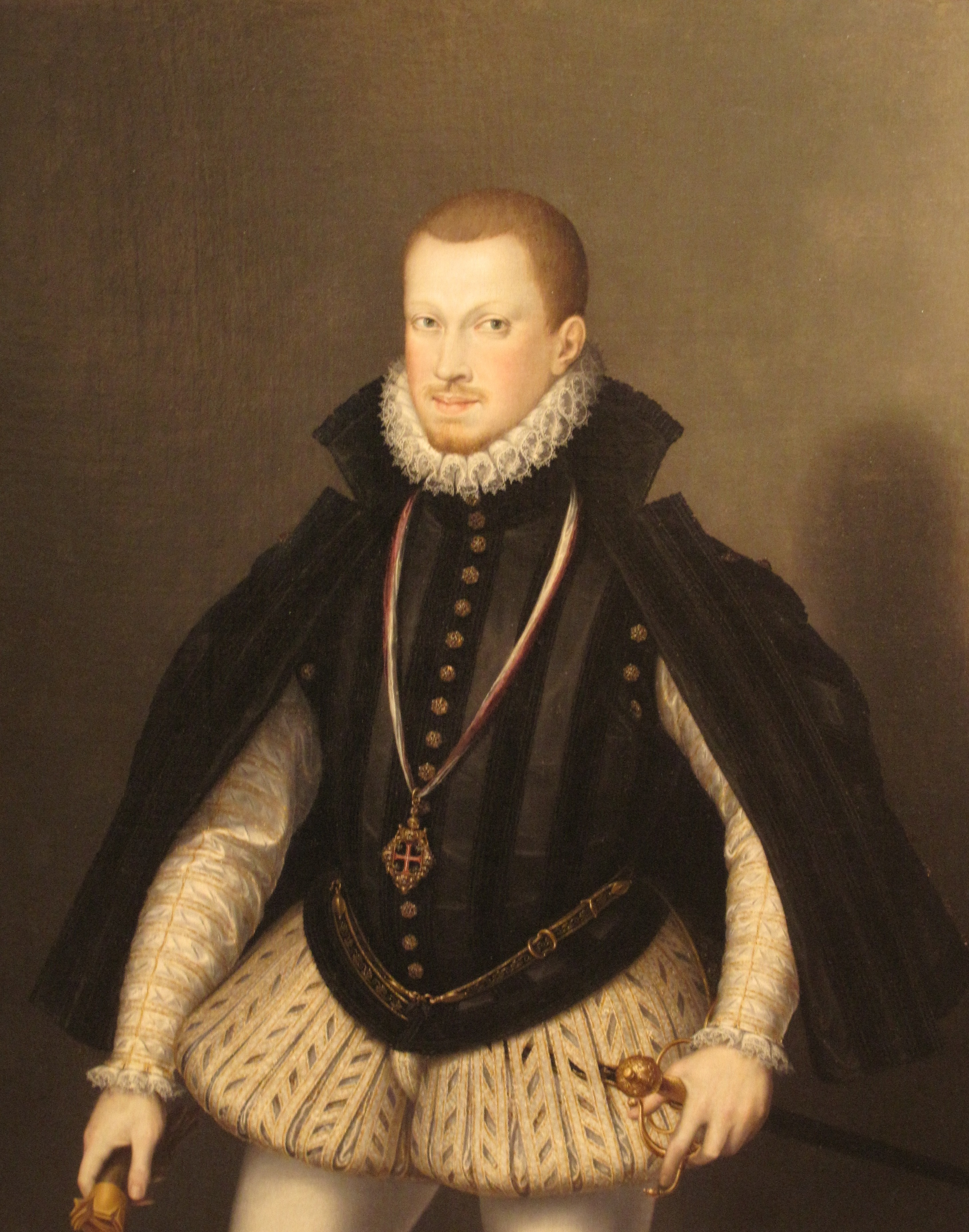
Себастьян 1557-1578 Король Португалии
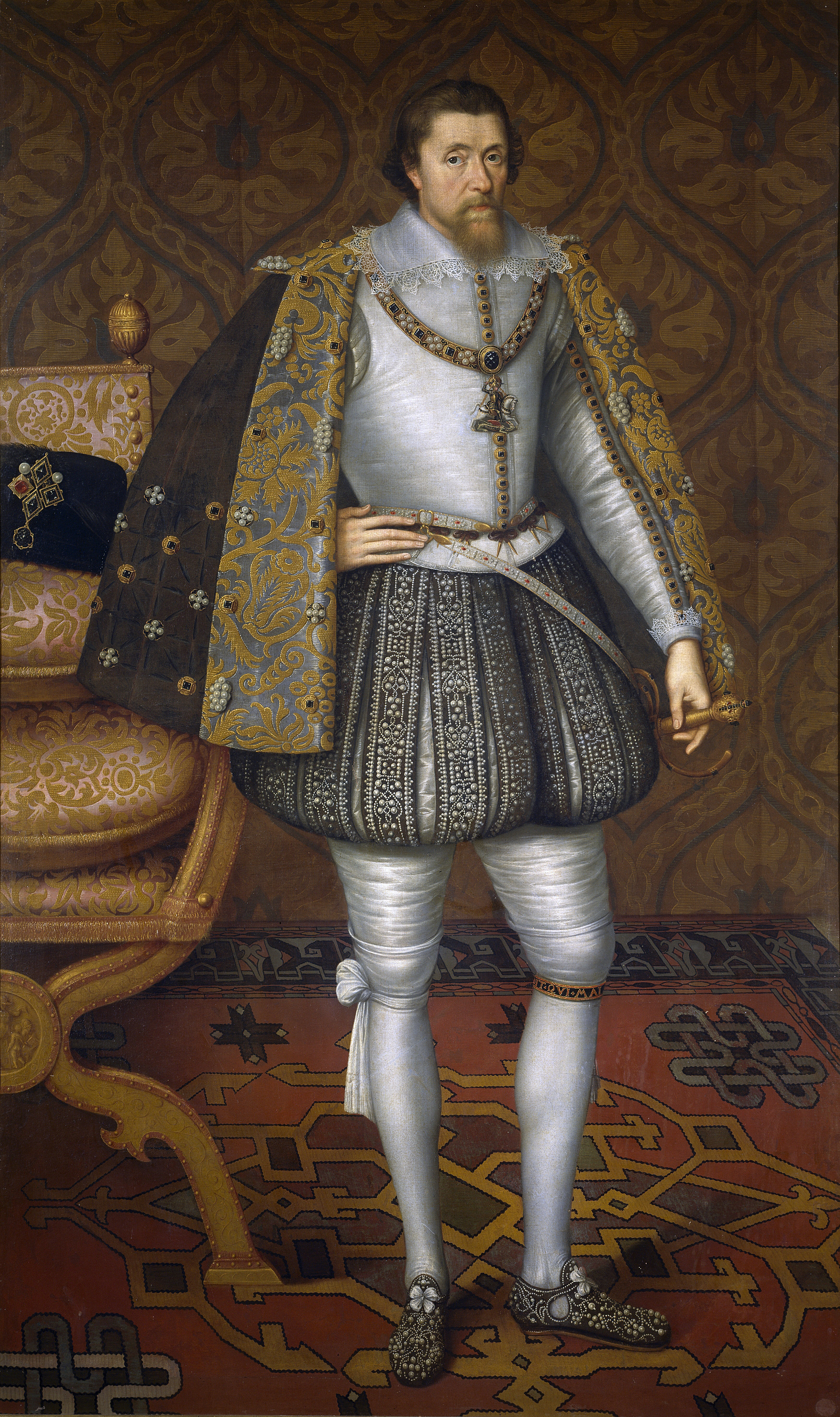
Яков VI Стюарт 1567-1625 Король Шотландии
Козимо I Медичи 1569-1574 Великий герцог Тосканский
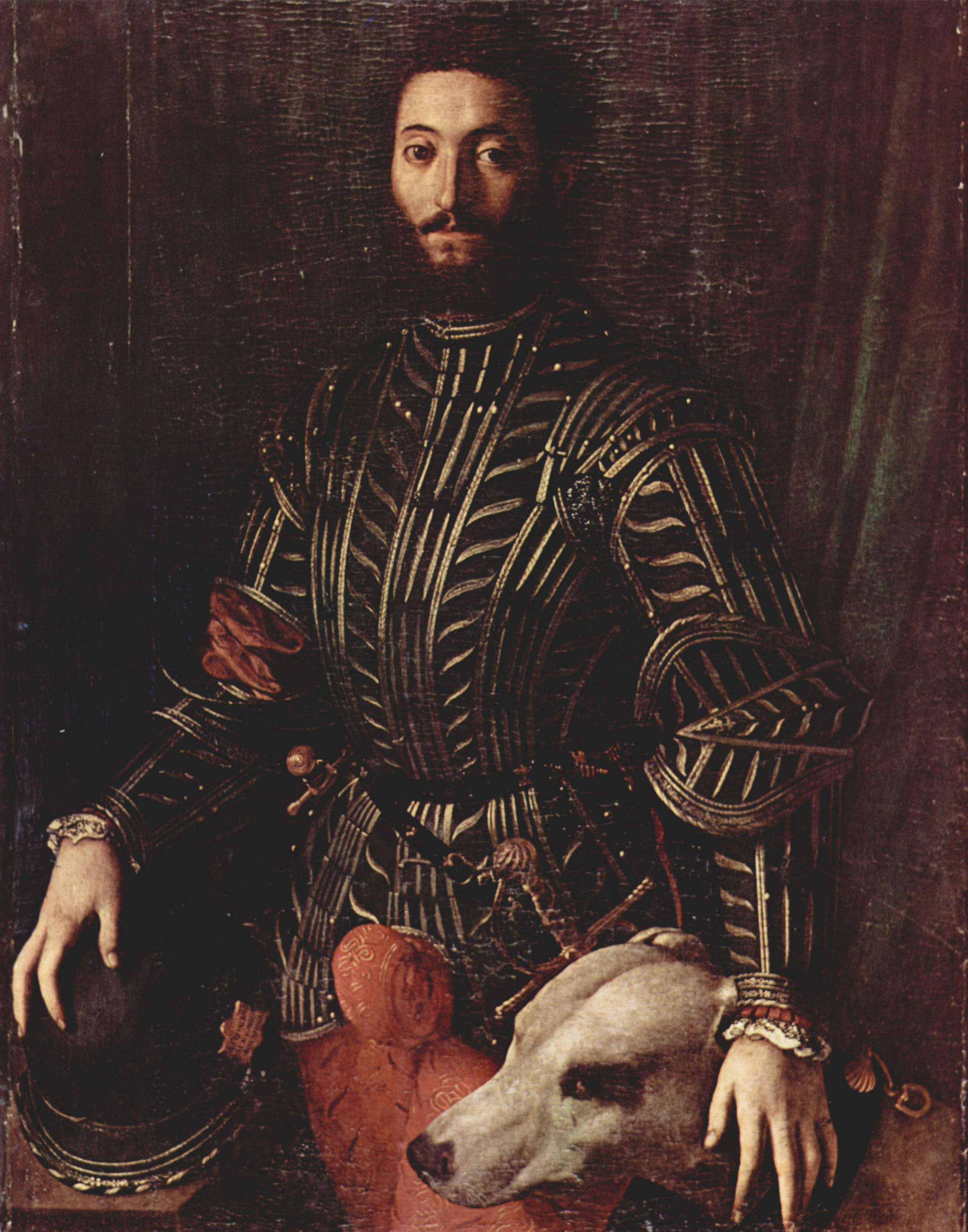
Гвидобальдо II делла Ровере 1538-1574 Герцог Урбино
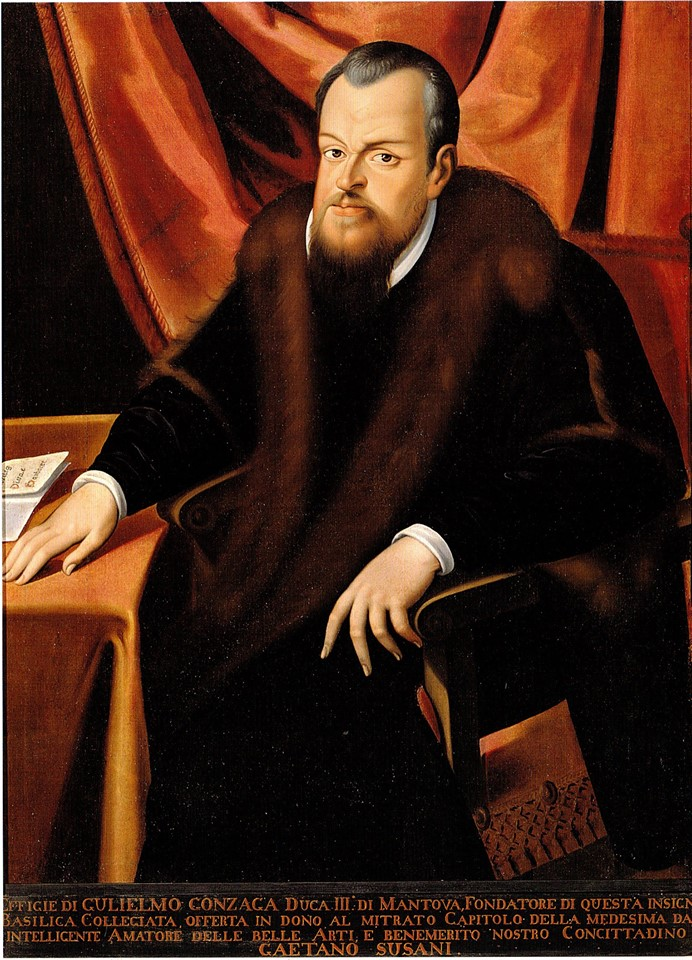
Гульельмо I Гонзага 1550-1587 Герцог Мантуи
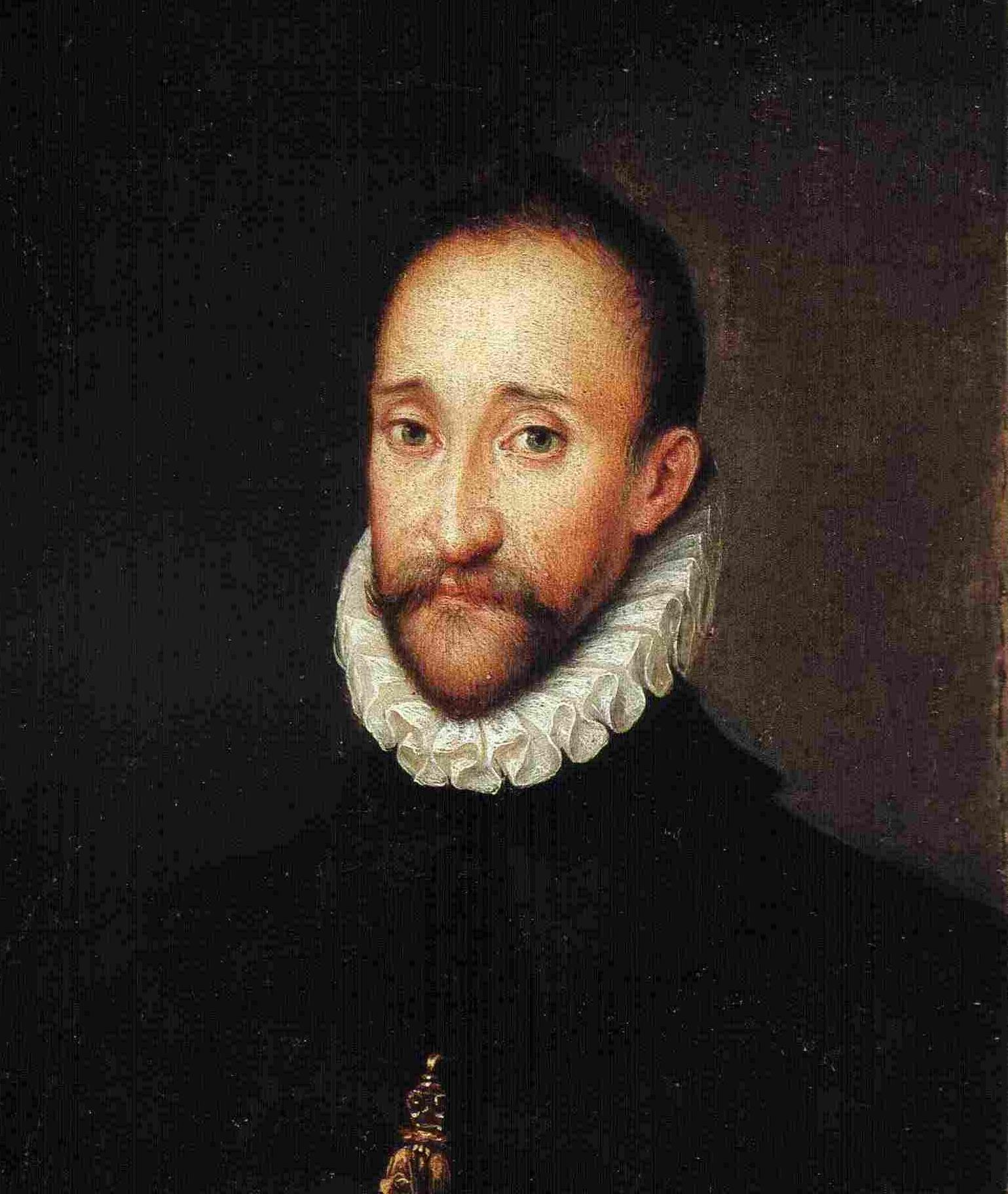
Оттавио Фарнезе 1551-1586 Герцог Пармский
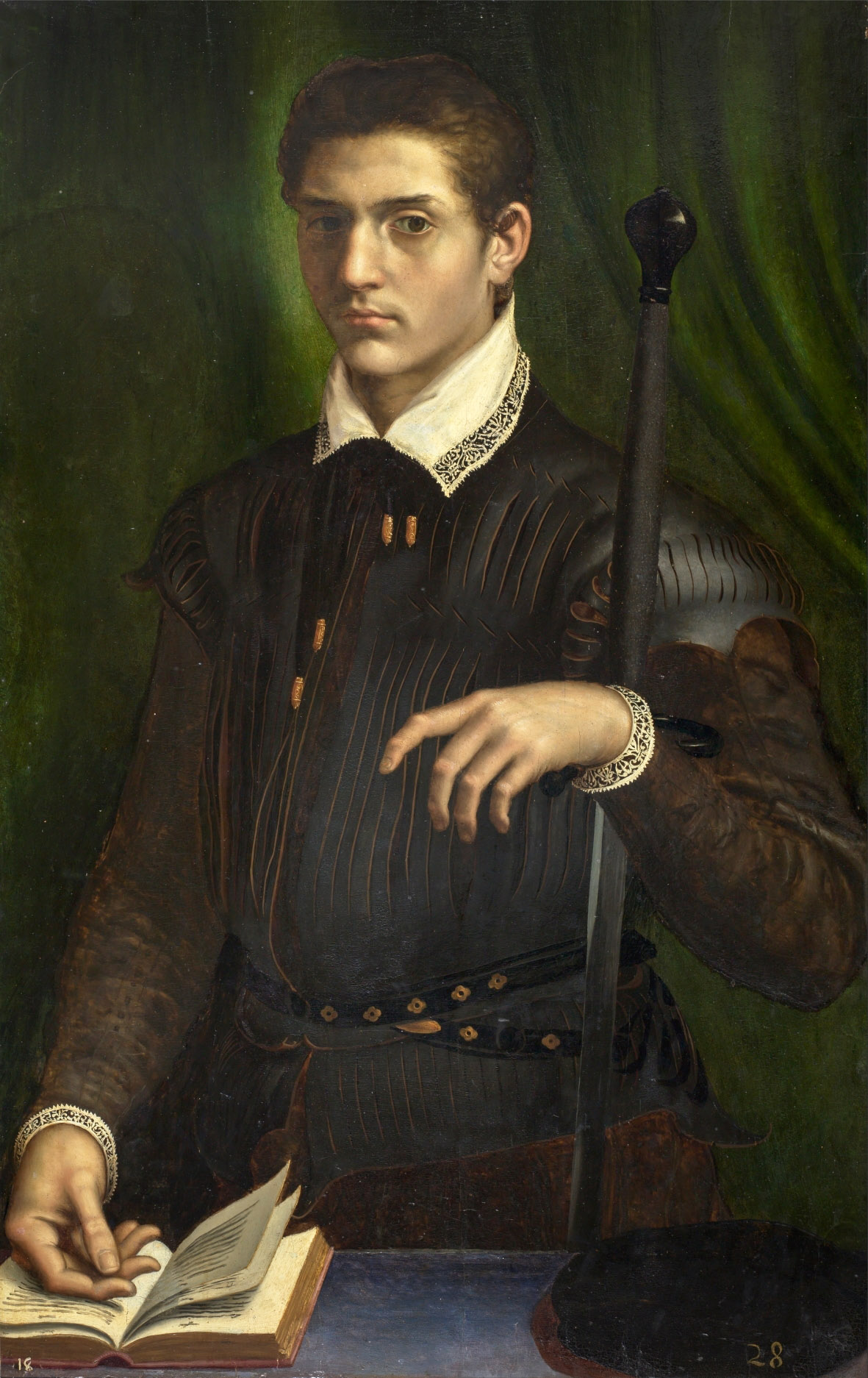
Альфонсо II д’Эсте 1559-1597 Герцог Модены, Феррары и Реджо
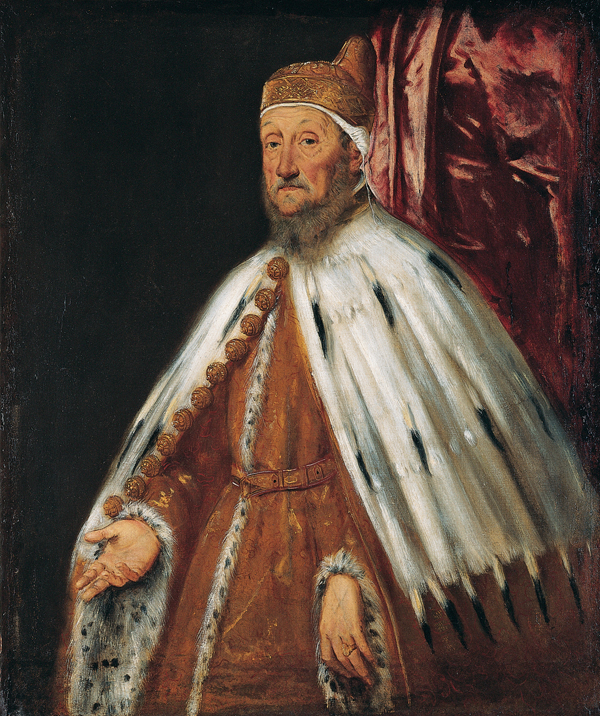
Пьетро Лоредпно 1567-1570 Дож Венеции
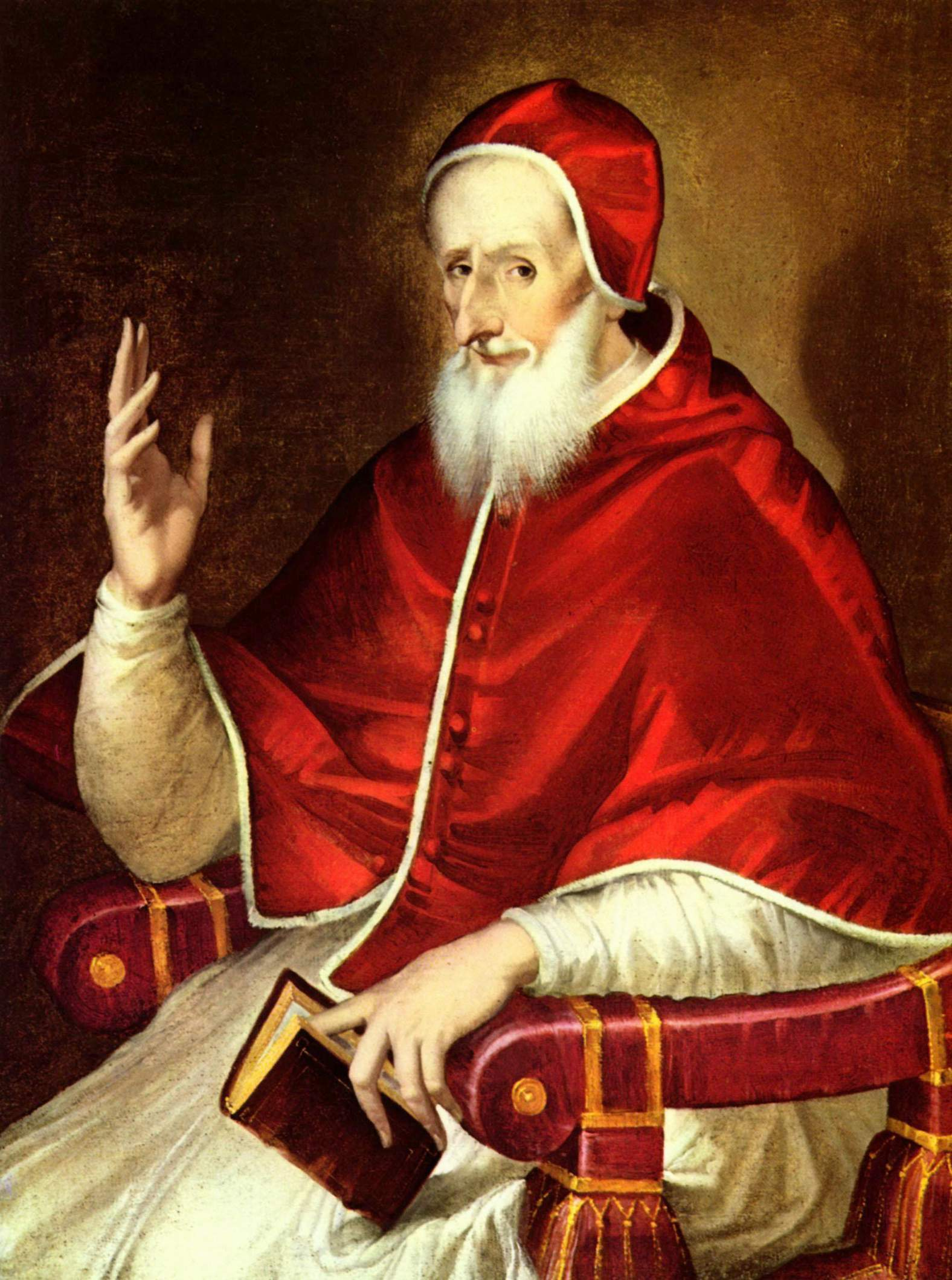
Пий V 1566-1572 Папа Римский